# Gal·loplumbogummita
La gal·loplumbogummita és un mineral de la classe dels fosfats, que pertany al grup de la plumbogummita i, aquest a la vegada, al supergrup de l'alunita.

## Característiques
La gal·loplumbogummita és un fosfat de fórmula química Pb(Ga,Al,Ge)₃(PO₄)₂(OH)₆. És l'anàleg amb gal·li de la plumbogummita. Va ser aprovada com a espècie vàlida per l'Associació Mineralògica Internacional l'any 2010. Cristal·litza en el sistema trigonal.

## Formació i jaciments
El mineral va ser descobert en una mostra del Museu Mineralògic d'Hamburg, part del llegat del professor Hermann Rose (1883-1976), provinent de la mina Tsumeb, a la regió d'Otjikoto (Namíbia), on es troba a la segona zona d'oxidació de la mina. Sol trobar-se associada a altres minerals com: esfalerita, renierita, pirita, germanita, galena i calcocita.